# سیارک ۲۵۶۱۴
سیارک ۲۵۶۱۴ (به انگلیسی: 25614 Jankral، نامگذاری:2000AE28)۲۵۶۱۴مین سیارک کشف شده‌است که در ۰۳ ژانویه ۲۰۰۰ کشف شد.